# Live at Sweetwater Two
Live at Sweetwater Two è un album live degli Hot Tuna registrato nel 1993 a Mill Valley in California e contiene una serie di brani non inclusi nel precedente Live at Sweetwater, pubblicato pochi mesi prima. Anche in questo album sono presenti, come ospiti, Bob Weir dei Grateful Dead e la cantante blues Maria Muldaur.
Nel 2004 la Eagle Records lo ha rimasterizzato aggiungendo tre brani tratti dallo stesso concerto.

## Tracce

### Pubblicazione del 1992
1. Hesitation Blues (Brano tradizionale) – 5:28
2. Don't You Leave Me Here (Jelly Roll Morton) – 3:01
3. Death Don't Have No Mercy (Rev. Gary Davis) – 5:23
4. 99 Year Blues (Julius Daniels) – 4:54
5. San Francisco Bay Blues (Jerry Fuller) – 4:03
6. Blue Moon of Kentucky (Monroe) – 4:44
7. Ain't Got No Home (Woody Guthrie) – 4:21
8. Good Morning Little Schoolgirl (Brano tradizionale) – 5:21
9. Third Week in the Chelsea (Jorma Kaukonen) – 4:34
10. AK-47 (Michael Falzarano) – 5:29
11. Parchman Farm (Mose Allison) – 9:13
12. Endless Sleep (Reynolds) – 3:13

### Ristampa del 2004
1. Hesitation Blues (Brano tradizionale) – 5:24
2. Don't You Leave Me Here (Jelly Roll Morton) – 2:54
3. Trial by Fire (Jorma Kaukonen) – 4:30
4. Death Don't Have No Mercy (Rev. Gary Davis) – 5:23
5. 99 Year Blues (Julius Daniels) – 4:54
6. San Francisco Bay Blues (Jerry Fuller) – 4:01
7. Too Many Years (Kaukonen) – 3:47
8. Blue Moon of Kentucky (Monroe) – 4:33
9. Ain't Got No Home (Guthrie) – 4:20
10. Good Morning Little Schoolgirl (Brano tradizionale) – 5:16
11. Walkin' Blues (Robert Johnson) – 4:14
12. Third Week in the Chelsea (Kaukonen) – 4:36
13. AK-47 (Michael Falzarano) – 5:29
14. Parchman Farm (Mose Allison) – 7:41
15. Folsom Prison (Johnny Cash) – 6:10

## Formazione

### Gruppo
- Jorma Kaukonen – chitarra, voce,  dobro, steel guitar
- Jack Casady – basso
- Michael Falzarano – chitarra ritmica, voce, mandolino, armonica a bocca
- Harvey Sorgen – batteria

### Altri musicisti
- Maria Muldaur – voce
- Pete Sears – tastiere
- Bob Weir – chitarra ritmica, voce